# ORP Wicher (1949)
Pour les autres navires du même nom, voir ORP Wicher.
L'ORP Wicher (en français : Tornade) était un destroyer de classe Skory (projet 30bis), transféré par l’Union soviétique à la République populaire de Pologne en 1958. Il a été construit par le chantier naval Jdanov à Leningrad. Initialement mis en service en 1951 dans la flotte soviétique de la mer Baltique sous le nom de Skoryy (« Rapide »), il a été transféré à la Pologne en 1958 avec un deuxième navire, l’ORP Grom. Le navire a servi dans la marine polonaise de 1958 à 1974. Il était le deuxième navire de ce nom, après le destroyer de 1930. Il a été désarmé en 1974 et mis au rebut. L’un des canons de 130 mm est conservé au Musée de la marine de guerre de Gdynia. Les restes du navire ont été coulés sur la plage de Hel en tant que brise-lames, où ils restent à ce jour.

## Historique
Le navire a été commandé au chantier naval Jdanov à Leningrad (de nos jours, Saint-Pétersbourg). La quille a été posée le 30 mars 1949. Le navire a été lancé le 14 août 1949 sous le nom de Skoryy et achevé le 26 septembre 1950. Il est entré en service dans la marine soviétique le 28 janvier 1951. Le 29 juin 1958, il a été remis par l’URSS à la marine polonaise, d’abord loué, puis racheté en 1965.
Le Wicher a été incorporé à Oksywie dans la 7e Escadrille de destroyers. Il participe à des visites de courtoisie à l’étranger : en 1959 à Brest, en 1960 à Portsmouth, Rostock et Leningrad, en 1965 à Helsinki, en 1967 à Édimbourg et Stockholm, et en 1968 à Helsinki, Rotterdam et Rostock,. 
À partir de 1970, il a été utilisé comme navire de base pour la 9e escadrille de défense côtière à Hel. Finalement désarmé à la fin de 1974, il est dépouillé de son armement et son équipement, puis coulé près du port de Hel comme brise-lames. Il a porté successivement les numéros de fanion 54 et 274 à partir de 1960.

## Commandants[7]
- 1958-1961 : Capitaine Henryk Koryciński
- 1961-1965 : Capitaine Andrzej Ujazdowski
- 1965-1969 : Capitaine Mar. Tadeusz Moskwa
- 1969-1970 : Capitaine Józef Wołczyński
- 1970-1974 : Capitaine Tadeusz Pabiś